# Johann Jakob Gebauer
Johann Jakob Gebauer (* 25. Mai 1745 in Halle (Saale); † 8. November 1818 ebenda) war ein deutscher Verleger.

## Leben und Wirken
Über die Jugendzeit und buchhändlerische Ausbildung von  Johann Jakob Gebauer ist bisher nichts bekannt. Nach dem Tod seines Vaters Johann Justinus Gebauer, der den Verlag Gebauer gegründet hatte, führte er ab 1772 das Verlagsunternehmen nebst Buchdruckerei zunächst zusammen mit seiner Mutter und ab 1776 über 40 Jahre als Alleininhaber fort. Nach seinem Tod im Jahr 1818 übernahm sein Sohn Friedrich Wilhelm Ferdinand Gebauer (1786–1819) das Geschäft, starb aber überraschend nur ein Jahr später. Die Verlagsbuchhandlung und Buchdruckerei Gebauer wurde dann von Carl August Schwetschke erworben und in Gebauer-Schwetschke umfirmiert.
Unter Johann Jakob Gebauers Leitung weitete der Verlag sein Programm erheblich aus. Zu den bedeutendsten von ihm verlegten Werken gehören z. B. Johann Christoph Adelungs sechsbändiges Glossarium manuale mediae et infimae latinitatis (1772–1784), Gottlob Benedikt von Schirachs vierbändiges Magazin der deutschen Kritik (1772–1776), Johann Melchior Goezes Historie der niedersächsischen Bibeln, Schriften des Theologen Karl Friedrich Bahrdt und des Mediziners Johann Friedrich Gmelin sowie eine Compendiöse Bibliothek der gemeinnützigen Kenntnisse für alle Stände in 27 Abteilungen. In dem Verlag erschien auch die Reihe Fortsetzung der Algemeinen Welthistorie durch eine Gesellschaft von Gelehrten in Teutschland und England.
Das vollständig überlieferte Verlagsarchiv der Firma Gebauer-Schwetschke, das die Zeit von der Gründung des Unternehmens unter Johann Justinus Gebauer über dessen Weiterführung durch seinen Sohn Johann Jakob Gebauer bis hin zur Fusion der Firmen Gebauer und Hemmerde & Schwetschke unter der Ägide von Carl August Schwetschke und seiner Nachfolger umfasst, befindet sich im Stadtarchiv Halle/Saale. Der Bestand wird seit 2010 mit Förderung durch die Deutsche Forschungsgemeinschaft erschlossen.